# Rumpelstilzchen (1987)
Rumpelstilzchen (Originaltitel: Rumpelstiltskin) ist ein Märchenfilm des amerikanischen Regisseurs David Irving aus dem Jahr 1987. Er wurde aufwändig für die amerikanische Märchenfilmreihe „Cannon Movie Tales“ produziert und ist der erste Film dieser Reihe.

## Handlung
In einem fernen Land lebte einst ein Müller mit seiner Tochter Katie. Laut ihrem Vater kann Katie Stroh zu Gold spinnen. Dies kommt dem goldgierigen König Mezzer zu Ohren. So wird Katie in eine finstere Kammer gesperrt und soll dort einen Ballen Stroh zu Gold spinnen. Dort erscheint ein kleines Männchen, welches die Arbeit für sie tun will, wenn sie ihm den Ring an ihrem Finger gibt. Am nächsten Morgen ist der ganze Ballen zu Gold gesponnen. Der König jedoch will mehr und so muss sie eine zweite Nacht in der Kammer verbringen. Diesmal mit zwei Ballen Stroh. Wieder hilft das Männchen und verlangt dafür die Kette um ihren Hals. Am nächsten Tag ist alles Stroh zu Gold gesponnen. Der König ist noch immer nicht zufrieden. Eine weitere Kammer wird von oben bis unteren mit Stroh angefüllt. Wenn sie alles zu Stroh spinnt, soll sie die Frau des Prinzen werden, in den sie sich bereits verliebt hat. Das Männchen ist bereit ihr ein weiteres Mal zu helfen, wenn es dafür ihr erstgeborenes Kind bekommt. Katie verspricht ihm dies und so wird alles Stroh zu Gold gesponnen.
Katie und der Prinz heiraten und bald kommt das erste Kind zur Welt. Da taucht auch schon das kleine Männchen auf und will es einfordern. Katie will ihm das jedoch nicht geben. Das Männchen verspricht ihr, dass sie das Kind behalten kann, wenn sie seinen Namen errät. Zum Schluss errät sie ihn: Rumpelstilzchen. Aus Wut haut es so fest auf den Boden ein, dass es versinkt. So darf sie ihr Kind behalten und lebt glücklich und zufrieden.

## Hintergrund
Für die Besetzung der Rolle des Königs Mezzer war ursprünglich Trevor Howard vorgesehen.

## Kritik
„Opulent ausgestattete Verfilmung des bekannten Märchens, die Kindern anspruchslose Unterhaltung bietet.“